# Primera División 1975/76
Die Primera División 1975/76 war die 45. Spielzeit der höchsten spanischen Fußballliga. Sie startete am 6. September 1975 und endete am 16. Mai 1976.

## Vor der Saison
- Als Titelverteidiger ging der 16-fache Meister Real Madrid ins Rennen. Letztjähriger Vizemeister wurde Real Saragossa.
- Aufgestiegen aus der Segunda División sind Real Oviedo, Racing Santander und FC Sevilla.

## Vereine
| Verein            | Stadt         | Stadion                       |
| ----------------- | ------------- | ----------------------------- |
| Hércules Alicante | Alicante      | Estadio José Rico Pérez       |
| FC Barcelona      | Barcelona     | Camp Nou                      |
| Español Barcelona | Barcelona     | Estadi Sarrià                 |
| Atlético Bilbao   | Bilbao        | Estadio San Mamés             |
| FC Elche          | Elche         | Campo de Altabix              |
| Real Gijón        | Gijón         | El Molinón                    |
| FC Granada        | Granada       | Estadio Los Cármenes          |
| UD Las Palmas     | Las Palmas    | Estadio Insular               |
| Real Madrid       | Madrid        | Estadio Santiago Bernabéu     |
| Atlético Madrid   | Madrid        | Estadio Vicente Calderón      |
| Real Oviedo       | Oviedo        | Estadio Carlos Tartiere       |
| UD Salamanca      | Salamanca     | Estadio Helmántico            |
| Real Sociedad     | San Sebastián | Estadio de Atotxa             |
| Racing Santander  | Santander     | Estadio El Sardinero          |
| Real Saragossa    | Saragossa     | La Romareda                   |
| Betis Sevilla     | Sevilla       | Estadio Benito Villamarín     |
| FC Sevilla        | Sevilla       | Estadio Ramón Sánchez Pizjuán |
| FC Valencia       | Valencia      | Estadio Luis Casanova         |

## Abschlusstabelle
| Pl. | Verein               | Sp. | S  | U  | N  | Tore    | Diff. | Punkte |
| --- | -------------------- | --- | -- | -- | -- | ------- | ----- | ------ |
| 1.  | Real Madrid (M, P)   | 34  | 20 | 8  | 6  | 054:260 | +28   | 48:20  |
| 2.  | FC Barcelona         | 34  | 18 | 7  | 9  | 061:410 | +20   | 43:25  |
| 3.  | Atlético Madrid      | 34  | 18 | 6  | 10 | 060:380 | +22   | 42:26  |
| 4.  | Español Barcelona    | 34  | 18 | 4  | 12 | 048:450 | +3    | 40:28  |
| 5.  | Atlético Bilbao      | 34  | 14 | 11 | 9  | 043:380 | +5    | 39:29  |
| 6.  | Hércules Alicante    | 34  | 12 | 12 | 10 | 033:370 | −4    | 36:32  |
| 7.  | Betis Sevilla        | 34  | 15 | 5  | 14 | 034:500 | −16   | 35:33  |
| 8.  | Real Sociedad        | 34  | 12 | 10 | 12 | 045:450 | ±0    | 34:34  |
| 9.  | UD Salamanca         | 34  | 12 | 10 | 12 | 031:330 | −2    | 34:34  |
| 10. | FC Valencia          | 34  | 12 | 8  | 14 | 043:410 | +2    | 32:36  |
| 11. | FC Sevilla (N)       | 34  | 13 | 6  | 15 | 035:390 | −4    | 32:36  |
| 12. | Racing Santander (N) | 34  | 14 | 4  | 16 | 045:560 | −11   | 32:36  |
| 13. | UD Las Palmas        | 34  | 12 | 6  | 16 | 039:430 | −4    | 30:38  |
| 14. | Real Saragossa       | 34  | 11 | 8  | 15 | 045:430 | +2    | 30:38  |
| 15. | FC Elche             | 34  | 8  | 12 | 14 | 038:490 | −11   | 28:40  |
| 16. | Real Oviedo (N)      | 34  | 11 | 5  | 18 | 041:450 | −4    | 27:41  |
| 17. | FC Granada           | 34  | 8  | 10 | 16 | 029:500 | −21   | 26:42  |
| 18. | Real Gijón           | 34  | 7  | 10 | 17 | 041:460 | −5    | 24:44  |

Platzierungskriterien: 1. Punkte – 2. Direkter Vergleich (Punkte, Tordifferenz, geschossene Tore) – 3. Tordifferenz – 4. geschossene Tore

| (M) | amtierender Meister              |
| (P) | amtierender Pokalsieger          |
| (N) | Neuaufsteiger der letzten Saison |

## Kreuztabelle
| 1975/76           | Real Madrid | FC Barcelona | Atlético Madrid | Español Barcelona | Atlético Bilbao | Hércules Alicante | Betis Sevilla | Real Sociedad | UD Salamanca | FC Valencia | FC Sevilla | Racing Santander | UD Las Palmas | Real Saragossa | FC Elche | Real Oviedo | FC Granada | Real Gijón |
| ----------------- | ----------- | ------------ | --------------- | ----------------- | --------------- | ----------------- | ------------- | ------------- | ------------ | ----------- | ---------- | ---------------- | ------------- | -------------- | -------- | ----------- | ---------- | ---------- |
| Real Madrid       |             | 0:2          | 1:0             | 3:1               | 1:0             | 4:0               | 5:0           | 1:0           | 1:0          | 2:0         | 2:0        | 2:0              | 2:1           | 3:2            | 2:2      | 2:0         | 4:1        | 2:0        |
| FC Barcelona      | 2:1         |              | 2:1             | 5:0               | 2:1             | 1:1               | 3:1           | 2:0           | 3:1          | 1:1         | 2:0        | 2:1              | 3:0           | 2:1            | 1:0      | 2:0         | 3:0        | 5:1        |
| Atlético Madrid   | 1:0         | 3:0          |                 | 3:1               | 2:0             | 3:0               | 4:0           | 2:2           | 4:1          | 1:0         | 1:0        | 1:1              | 2:1           | 2:0            | 3:0      | 3:1         | 3:2        | 2:2        |
| Español Barcelona | 0:1         | 3:0          | 1:0             |                   | 3:1             | 3:1               | 2:1           | 2:2           | 3:0          | 1:0         | 1:0        | 2:1              | 1:0           | 2:1            | 2:0      | 3:1         | 3:0        | 2:1        |
| Atlético Bilbao   | 2:0         | 2:1          | 2:0             | 2:1               |                 | 1:0               | 0:0           | 2:0           | 1:0          | 5:4         | 4:1        | 1:0              | 1:0           | 0:0            | 0:0      | 1:0         | 2:1        | 2:1        |
| Hércules Alicante | 1:2         | 0:0          | 1:1             | 2:1               | 2:2             |                   | 1:1           | 0:0           | 1:0          | 2:0         | 1:0        | 2:1              | 1:0           | 2:0            | 1:0      | 1:0         | 2:0        | 1:1        |
| Betis Sevilla     | 0:2         | 1:0          | 1:3             | 1:2               | 0:0             | 1:0               |               | 1:0           | 1:1          | 2:1         | 1:0        | 3:0              | 1:0           | 1:0            | 2:0      | 2:1         | 4:1        | 1:0        |
| Real Sociedad     | 1:1         | 2:2          | 1:1             | 1:0               | 3:2             | 3:0               | 3:2           |               | 1:1          | 1:1         | 4:1        | 3:2              | 2:0           | 1:1            | 4:0      | 0:2         | 2:0        | 1:0        |
| UD Salamanca      | 0:0         | 2:0          | 2:2             | 1:0               | 2:1             | 0:1               | 2:0           | 1:2           |              | 2:0         | 1:1        | 3:0              | 1:0           | 1:0            | 2:2      | 0:0         | 1:1        | 1:0        |
| FC Valencia       | 1:1         | 3:2          | 0:1             | 0:0               | 0:0             | 2:2               | 0:1           | 3:1           | 1:0          |             | 3:0        | 3:0              | 0:1           | 3:2            | 2:0      | 2:0         | 2:1        | 0:0        |
| FC Sevilla        | 1:1         | 2:0          | 1:0             | 2:1               | 0:0             | 0:0               | 2:0           | 2:1           | 1:2          | 3:1         |            | 3:1              | 3:0           | 0:0            | 2:1      | 4:0         | 1:0        | 2:1        |
| Racing Santander  | 1:0         | 2:1          | 4:3             | 1:1               | 1:1             | 4:1               | 3:0           | 2:0           | 1:0          | 0:1         | 2:1        |                  | 2:1           | 4:1            | 2:1      | 2:1         | 1:1        | 2:0        |
| UD Las Palmas     | 2:2         | 3:1          | 2:0             | 1:1               | 2:2             | 2:1               | 3:0           | 2:1           | 1:0          | 2:4         | 0:1        | 5:0              |               | 3:2            | 0:0      | 0:0         | 1:2        | 2:1        |
| Real Saragossa    | 3:1         | 4:4          | 2:1             | 4:0               | 1:1             | 1:0               | 1:2           | 0:1           | 3:0          | 0:2         | 1:0        | 2:0              | 0:1           |                | 2:0      | 5:1         | 2:0        | 2:1        |
| FC Elche          | 1:1         | 2:3          | 3:1             | 2:1               | 3:1             | 1:1               | 2:3           | 1:1           | 1:1          | 2:0         | 2:0        | 5:2              | 1:1           | 0:0            |          | 1:0         | 0:0        | 1:0        |
| Real Oviedo       | 0:0         | 1:1          | 0:2             | 1:2               | 4:1             | 1:1               | 3:0           | 3:0           | 0:1          | 2:1         | 3:0        | 2:0              | 1:2           | 2:0            | 4:1      |             | 3:0        | 3:1        |
| FC Granada        | 1:2         | 0:2          | 3:4             | 0:1               | 2:1             | 0:0               | 0:0           | 2:1           | 0:0          | 2:1         | 1:1        | 2:0              | 1:0           | 0:0            | 3:2      | 1:0         |            | 1:1        |
| Real Gijón        | 0:2         | 1:1          | 1:0             | 6:1               | 1:1             | 1:3               | 5:0           | 3:0           | 0:1          | 1:1         | 1:0        | 1:2              | 3:0           | 2:2            | 1:1      | 3:1         | 0:0        |            |

## Nach der Saison
Internationale Wettbewerbe
- 1. – Real Madrid – Europapokal der Landesmeister
- 2. – FC Barcelona – UEFA-Pokal
- 4. – Español Barcelona – UEFA-Pokal
- 5. – Athletic Bilbao – UEFA-Pokal
- Gewinner der Copa del Rey – Atlético Madrid – Europapokal der Pokalsieger

Absteiger in die Segunda División
- 16. – Real Oviedo
- 17. – FC Granada
- 18. – Sporting Gijón

Aufsteiger in die Primera División
- FC Burgos
- Celta Vigo
- CD Málaga

## Pichichi-Trophäe
Die Pichichi-Trophäe wird jährlich für den besten Torschützen der Spielzeit vergeben.
| Pl. | Nat.           | Spieler       | Verein           | Tore |
| --- | -------------- | ------------- | ---------------- | ---- |
| 1   | Spanien 1945   | Quini         | Sporting Gijón   | 21   |
| 2   | Brasilien 1968 | Leivinha      | Atlético Madrid  | 18   |
|     | Spanien 1945   | Aitor Aguirre | Racing Santander | 18   |
| 4   | Paraguay 1954  | Carlos Diarte | Real Saragossa   | 16   |
|     | Argentinien    | Carlos Morete | UD Las Palmas    | 16   |

## Die Meistermannschaft von Real Madrid
| 1.          | Real Madrid |
| Real Madrid | - Tor: Miguel Ángel (32/-); Mariano García Remón (3/-) - Abwehr: José Antonio Camacho (33/1); Gregorio Benito (29/-); Juan Sol (28/-); Francisco Uría (18/-); Benito Rubiñán (11/-); José Luis (6/-); Andrés González Ponce (1/-); Juan Carlos Touriño (1/-) - Mittelfeld: Pirri (31/13); Vicente del Bosque (30/2); Günter Netzer (29/2); Paul Breitner (25/6); Manuel Velázquez (22/2); Alberto Vitoria (12/-); Ramón Grosso (1/-); - Sturm: Santillana (30/12); Roberto Martínez (24/7); Amancio (19/4); Carlos Guerini (16/2); José Luis Sánchez Barrios (9/1); José Macanás Pérez (4/1); Ico Aguilar (3/-) - Trainer: Miljan Miljanić |